# Batalla de Tal Afar (2005)
La batalla de Tal Afar —cuyo nombre clave fue Operación Restauración de Derechos— fue una ofensiva militar iniciada el 1 de septiembre de 2005 y finalizada el 18 de septiembre del mismo año en el marco de la Guerra de Irak, fue llevada a cabo por el Ejército de los Estados Unidos con el apoyo del Ejército de Irak y diversas facciones guerrilleras chiitas pro-gubernamentales en la ciudad iraquí de Tal Afar para expulsar a los milicianos de Al Qaeda de Irak que contaban con el amplio apoyo de facciones guerrilleras sunitas moderadas e islamistas, las tropas aliadas estuvieron comandadas por el comandante estadounidense HR McMaster, el inicio de la batalla se dio con un ataque sorpresa por medio de las fuerzas conjuntas a los refugios rebeldes hasta alcanzar el centro de la ciudad la cual fue bombardeada por la Fuerza Aérea Iraquí para apresurar la victoria y evitar un rearme en los últimos focos de resistencia, lo cual se lograría el 3 de septiembre pero se lograría expulsar de formar definitiva a Al Qaeda de Irak y sus aliados el 18 de septiembre de 2005.